# بنفشه لابرادور
 بنفشه لابرادور(نام علمی: Viola labradorica) نام یک گونه از سرده بنفشه است.